# Saphir Sliti Taïder
Saphir Sliti Taïder (سفير سليتي تايدر, sinh ngày 29 tháng 2 năm 1992) là cầu thủ bóng đá chuyên nghiệp người Algérie chơi tại giải Serie A cho CLB Bologna và đội tuyển bóng đá quốc gia Algérie.